# Northern hardwood forest

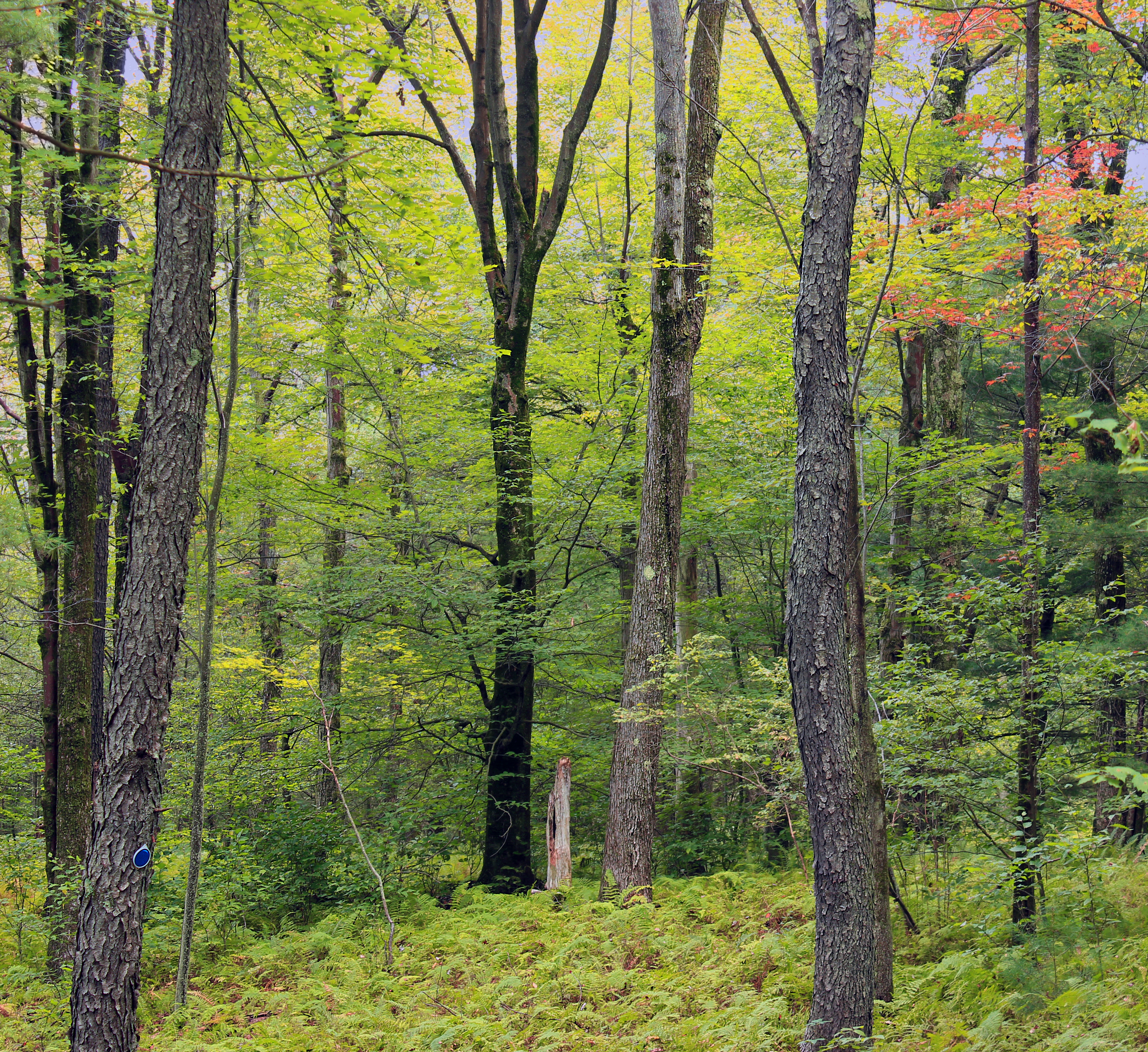
Northern hardwood forest

La northern hardwood forest est une sorte de forêt d'Amérique du Nord composée essentiellement des espèces comme l'Érable à sucre, le Bouleau jaune, le Hêtre d'Amérique, Viburnum lantanoides et l'Érable de Pennsylvanie. Cette forêt est présente dans le nord de la Nouvelle-Angleterre et de l'État de New York ainsi que dans la région des Grands Lacs entre le Minnesota et l'Ontario. Au sud de l'aire d'extension de la forêt se trouve la oak-hickory forest et au nord la forêt boréale.
La forêt, connue pour la coloration de ses arbres en automne, est également constituée de la Pruche du Canada et le Pin blanc d'Amérique. Les animaux présents dans ce type de forêt sont entre autres la Mésange à tête noire, le Bruant à gorge blanche, le Jaseur d'Amérique, le Porc-épic, le Lièvre d'Amérique, le Cerf de Virginie, et l'Écureuil roux. 
Une grande partie de cette forêt n'est plus une forêt primaire car elle a été exploitée par les premiers colons arrivés dans la région. Elle est présente dans plusieurs parcs et forêts nationales comme Boundary Waters, le Parc Adirondack, la Forêt nationale de White Mountain, la Forêt nationale de Green Mountain, le Parc national d'Acadia et le Parc national de Fundy. La forêt est également présente sur l'arête montagneuse de Metacomet Ridge à l'ouest du Massachusetts.  